# Right Action
«Right Action» es una canción de la banda indie rock escocesa Franz Ferdinand. Es el primer sencillo de Right Thoughts, Right Words, Right Action.

## Lista de canciones
7" (RUG533)
1. "Right Action" - 3:01
2. "Love Illumination" - 3:44

Digital download
1. "Right Action" - 3:01

UK digital download
1. "Right Action" - 3:01
2. "Love Illumination" - 3:44
3. "Right Action" (Live) - 3:05
4. "Stand on the Horizon" (Live) - 4:14

## Posicionamiento en listas
| Listas (2013)                                | Mejor posición |
| -------------------------------------------- | -------------- |
| Japan (Japan Hot 100)                        | 33             |
| UK Indie Chart (The Official Charts Company) | 39             |
| US Alternative Songs (Billboard)             | 28             |
| US Rock Airplay (Billboard)                  | 43             |